# Doopsgezinde kerk (Aardenburg)
De Doopsgezinde kerk (Het Lam) is een doopsgezind kerkgebouw te Aardenburg, gelegen aan Weststraat 37.

## Geschiedenis
Reeds in de 16e eeuw waren er Doopsgezinden in Aardenburg. Velen kwamen vanuit de Zuidelijke Nederlanden, waar ze werden vervolgd. Pas in 1614 wordt hun activiteit vermeld in een schriftelijk document. Het toenmalige Hervormd stadsbestuur en de Hervormde kerkenraad wilden deze onbehoorlijke vergadering van de secte der wederdooperen verbieden. De Baljuw en de Schepenen hebben hun geïnterdiceerd zulks niet meer te plegen.
De Doopsgezinden gingen in beroep bij de Staten-Generaal, welke het recht tot vrije godsdienstuitoefening bevestigde. Toch werden de Doopsgezinden voortdurend lastiggevallen. In 1617 kwamen ze bijeen in een schuur, ze moesten verhuizen naar een andere schuur, welke in 1621 ten offer viel aan de verkleining van de vesting. De Doopsgezinden werden nu verbannen naar een schuur buiten de vesting, aan de Lievestraat in de buurtschap Biezen, vlak bij de grens met de Zuidelijke Nederlanden. In 1634 echter vielen de Spanjaarden binnen en namen de Doopsgezinde voorganger, Jacques van Maldeghem, gevangen. Hij werd na meer dan een jaar vrijgelaten. De Doopsgezinden verzochten daarop de Staten-Generaal om hun godsdienstoefeningen binnen de vestingwallen te mogen houden. Dit werd ingewilligd, en aanvankelijk kerkten zij in op een zolder. Deze werd snel te klein, mede omdat de Doopsgezinde gemeente uitbreidde door de inwijking van vluchtelingen uit Vlaanderen.
In 1636 werd een schuur achter het huis "daer ’t witte lammeken vuytsteeckt" aangekocht. Tot de begunstigers behoorde ook de familie Van Eeghen. Niettemin bleven er conflicten met de plaatselijke overheid. Pas toen in 1672 de Doopsgezinden door het verlenen van tal van nevendiensten (ze mogen zelf immers de wapens niet opnemen) mede verantwoordelijk waren voor het afslaan van een aanval door de Fransen (de berenning van Aardenburg), werden ze als volwaardig burger erkend.
Einde 17e eeuw trokken veel Doopsgezinden naar het noorden, Zeeland of Holland, en kromp de Doopsgezinde gemeente weer. Tijdens de Franse periode (einde 18e eeuw) werden de kerkelijke goederen verbeurd verklaard, maar de Doopsgezinden richtten een vereniging op, de Mennoniete Sociëteit, welke de goederen der doopsgezinden voortaan beheerde, en niet onteigend werd.
De eerste helft van de 19e eeuw was er nauwelijks sprake van activiteit. Er woonden dan nog een 100-tal Doopsgezinden in Aardenburg.
In 1961 werd de Van Eeghenstichting opgericht, welke een vakantie- en conferentieoord, het Van Eeghenhuis genaamd, ging bouwen en beheren. Dit lag nabij de Elderschans, ten westen van Aardenburg. Na een periode van bloei ging het bergafwaarts en het werd in 1989 gesloten. De Doopsgezinde gemeente bestaat nog steeds in Aardenburg.

## Gebouw
Het betreft een in 1636 aangekochte bakstenen schuur, verborgen achter een woonhuis, dat einde 17e eeuw eveneens wordt aangekocht. In 1792 vond een verbouwing plaats, waarbij de zoldering werd vervangen. Het plafond werd van stucwerk voorzien, inclusief een gestucte afbeelding van een lam en versieringen in Lodewijk XVI-stijl. In 1913 werd het interieur vernieuwd.
Boven de eigenlijke ingang van de kerkruimte is eveneens een lam afgebeeld, voorzien van een lint met het opschrift: De kerck het Lam.
De preekstoel is van vóór 1792.
In 1888 werd het 17e-eeuwse woonhuis, en tevens voorbouw van de kerk, vervangen door een neogotisch ogende topgevel met daarnaast een torentje. Architect was K. Stoffels.